# Atriplex prostrata
Atriplex prostrata es una especie halófita anual de la familia Amaranthaceae. 

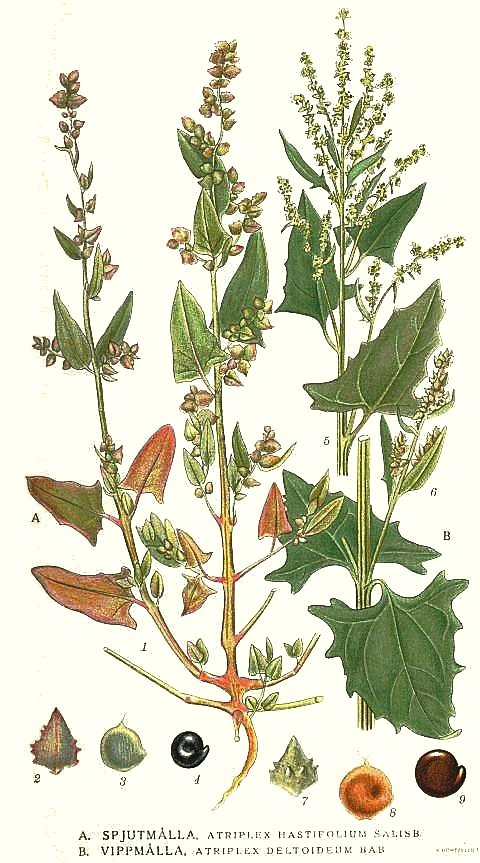
Ilustración.

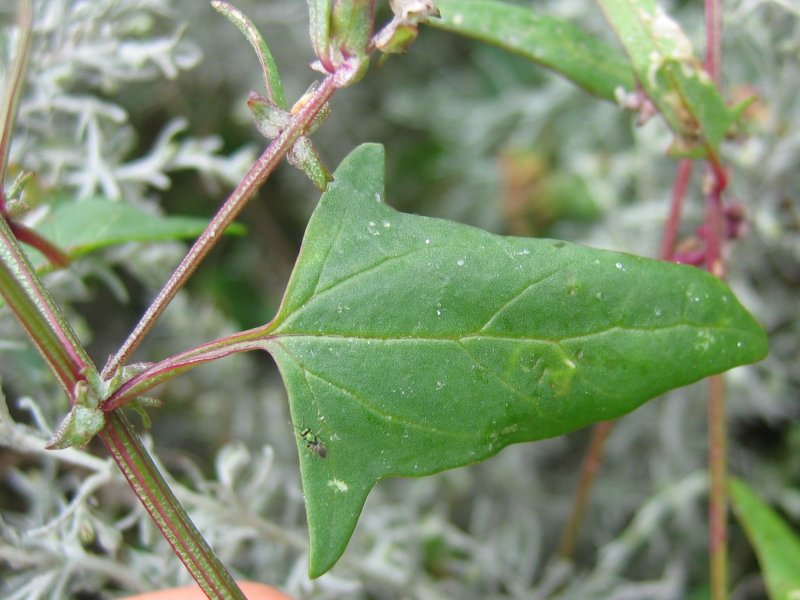
Detalle de la hoja.

## Descripción
Es una planta anual, que alcanza un tamaño de hasta 120 cm de altura, glabra o parcialmente farinácea. Tallos erectos a postrados, con estrías verdoso-blanquecinas. Las hojas de 1-8 × 0,7-8 cm, generalmente esparcidas, a veces opuestas, todas pecioladas, las inferiores y medias hastadas o triangulares, de base truncada o subcordada, con lóbulos laterales dirigidos hacia la base foliar o hacia los lados –no hacia el ápice–; las superiores generalmente ovado-lanceoladas, todas ± farináceas. Inflorescencia paniculiforme, afila. Bractéolas fructíferas sésiles, herbáceas, de rómbicas a rómbico-elípticas, libres, solo soldadas en la base, frecuentemente tuberculadas en el dorso. Semillas 1-1,2 × 1-2 mm; radícula de oblicua a vertical. Tiene un número de cromosomas de 2n = 18, 36*; n = 9*.

## Distribución y hábitat
Se encuentra en los terrenos removidos, lugares alterados y nitrificados, salinos o no. En Europa, Norte de África, Suroeste de Asia y Norteamérica. Dispersa por toda la península ibérica.

## Taxonomía
Atriplex prostrata fue descrita por  Boucher ex DC. y publicado en Flore Française. Troisième Édition 3: 387. 1805.
Etimología
Atriplex: nombre genérico latino con el que se conoce a la planta.
prostrata: epíteto latino  que significa "postrada".
Subespecies
- Atriplex prostrata subsp. calotheca (Rafn) M.A.Gust.
- Atriplex prostrata subsp. latifolia (Wahlenb.) Rauschert
- Atriplex prostrata subsp. polonica (Zapal.) Uotila

Sinonimia
| - Atriplex decumbens Schult. - Atriplex deltoidea Bab. - Atriplex elongata Guss. - Atriplex gigantea Poir. ex Moq. - Atriplex gracilis Nutt. ex Moq. - Atriplex halimoides Raf. - Atriplex hastata var. prostrata (Boucher ex DC.) Lange - Atriplex hastata var. salina Wallr. ex Gren. - Atriplex hastata var. salinum Green & Godr. - Atriplex hastata var. triangularis (Willd.) Moq. - Atriplex integrifolia Krock. ex Steud. - Atriplex laciniata var. americana Torr. - Atriplex latifolia subsp. prostrata (Boucher ex DC.) Hiitonen - Atriplex latifolia subsp. triangularis (Willd.) Hiitonen - Atriplex microcarpa Waldst. & Kit. - Atriplex microsperma Waldst. & Kit. - Atriplex microsperma Bab. - Atriplex microtheca Fr. - Atriplex novae-zelandiae Aellen - Atriplex oblongifolia Host - Atriplex oppositifolia DC. | - Atriplex patula var. prostrata (Boucher ex DC.) Mert. & W.D.J.Koch - Atriplex patula var. salina Wallr. - Atriplex patula var. triangularis (Willd.) Thorne & S.L.Welsh - Atriplex pharaonis Moq. - Atriplex platensis Speg. - Atriplex platysepala Guss. - Atriplex pugae Phil. - Atriplex ramosissima Nutt. ex Moq. - Atriplex ruderalis Wallr. - Atriplex sackii Rostk. & Schmidt - Atriplex smithii Syme - Atriplex spinacifolia Stokes - Atriplex transsilvanica Schur - Atriplex triangularis Willd. - Atriplex veneta Moq. - Chenopodium hastatum Dumort. - Chenopodium latifolium (Wahlenb.) E.H.L.Krause - Obione decumbens (S.Watson) Ulbr. |

## Nombres comunes
- Castellano: arrastradera, acelga falsa, armuelle, armuelle silvestre;[1]